# Room 641A

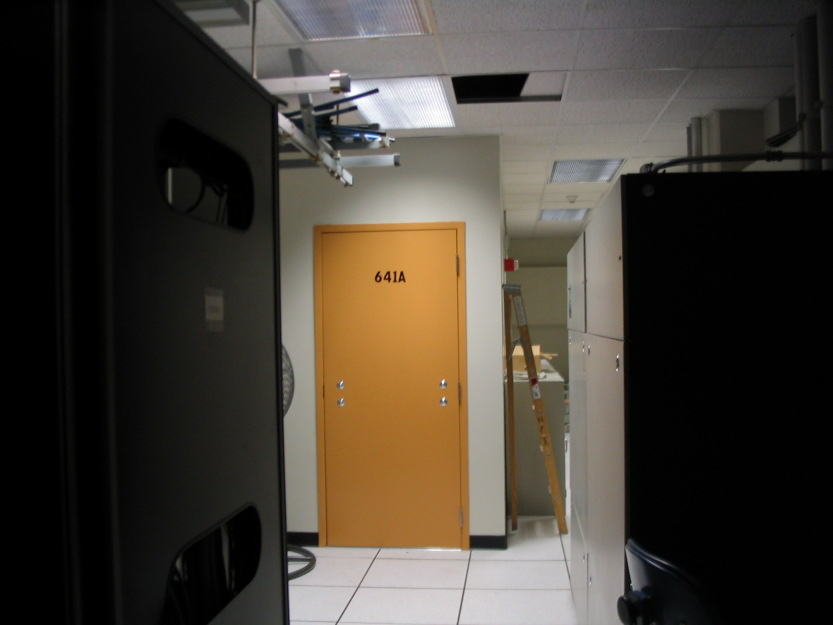
Foto mit Sicht auf die Außentür von Raum 641A

Room 641A (deutsch: Raum 641A) ist die Bezeichnung für eine Einrichtung zur geheimen Überwachung von Telekommunikationsdaten, die 2003 in einem Gebäude der Firma AT&T eingerichtet und 2006 vom dort angestellten Techniker Mark Klein der Öffentlichkeit bekannt gemacht wurde. Diese Installation war und ist Gegenstand zweier Sammelklagen der Electronic Frontier Foundation (EFF) gegenüber AT&T „Hepting v. AT&T“ und „Jewel v. NSA“ in der das Unternehmen und die National Security Agency (NSA) beschuldigt werden die Privatsphäre der Kunden systematisch verletzt und so bestehendes Recht gebrochen zu haben.

## Installation
Durch den Raum 641A der 611 Folsom Street, San Francisco führen Glasfaserkabel des Internet-Backbones, sowie Datenverkehr aus Übersee. Diese wurden beispielsweise von Geräten der Firma Narus analysiert, die für diesen Sachverhalt weltweit bekannt wurde. Auf Dokumenten von AT&T wurde der Raum als „SG3 [Study Group 3] Secure Room“ (deutsch: Untersuchungsgruppe 3, sicherer Raum) bezeichnet.

## Gerichtsverfahren
„Hepting v. AT&T“ war eine Sammelklage gegen AT&T, an das United States Court of Appeals for the Ninth Circuit (9th Cir.), eingereicht von der EFF, basierend auf den Enthüllungen Kleins.
Nachdem ein Bundesrichter am 20. Juli 2006 nach einer Anhörung zur Vermeidung der Eröffnung des Verfahrens seitens AT&T und der Regierung der Vereinigten Staaten die Einstellung des Verfahrens ablehnte, wurde am 15. August 2007 vor dem „9th Cir.“ das Verfahren eröffnet. Mit Berufung auf den Foreign Intelligence Surveillance Act of 1978 Amendments Act of 2008 wurde AT&T  rückwirkend Straffreiheit gewährt, da der Konzern mit den Behörden zusammenarbeitete.
Der Oberste Gerichtshof der Vereinigten Staaten lehnte eine Anhörung ab. 2008 wurde auf Grund der gleichen Enthüllungen ein Strafverfahren „Jewel v. NSA“ gegen verschiedene Regierungsmitglieder des Kabinetts George W. Bush und erneut die NSA angestrebt, in dem auch William Binney aussagte. Obwohl Vertreter der Regierung Obamas die Einstellung des Verfahrens wegen möglichen Aufdeckens von Staatsgeheimnissen anstrebten, lehnte dies der zuständige Bezirksrichter im August 2013 ab.